# Yasunia quadrata
Yasunia quadrata är en lagerväxtart som beskrevs av Van der Werff. Yasunia quadrata ingår i släktet Yasunia och familjen lagerväxter. Inga underarter finns listade i Catalogue of Life.